# Norvég női kézilabda-bajnokság (első osztály)
A Postenligaen a legmagasabb osztályú norvég női kézilabda-bajnokság. A bajnokságot 1968 óta rendezik meg, de előtte már rendeztek kupaküzdelmeket (nagypályán és kispályán is). Jelenleg tizennégy csapat játszik a bajnokságban, a legeredményesebb klub a Larvik HK, a címvédő a Storhamar IL.

## Kispályás bajnokságok
| Év   | 1. hely                                           | 2. hely                                           | 3. hely                                           |
| ---- | ------------------------------------------------- | ------------------------------------------------- | ------------------------------------------------- |
| 1968 | Sørskogbygda IL                                   | IL Vestar Oslo                                    | Brandval IL                                       |
| 1969 | Skjeberg IF                                       | Brandval IL                                       | IL Vestar Oslo                                    |
| 1970 | Brandval IL                                       | Sørskogbygda IL                                   | SK Freidig                                        |
| 1971 | SK Freidig                                        | Brandval IL                                       | IL Vestar Oslo                                    |
| 1972 | IL Vestar Oslo                                    | Brandval IL                                       | SK Freidig                                        |
| 1973 | IL Vestar Oslo                                    | Stabæk IF                                         | SK Freidig                                        |
| 1974 | IL Vestar Oslo                                    | Brandval IL                                       | Skjeberg IF                                       |
| 1975 | IL Vestar Oslo                                    | SK Freidig                                        | Skjeberg IF                                       |
| 1976 | IL Vestar Oslo                                    | Nordstrand IF                                     | Skjeberg IF                                       |
| 1977 | IL Vestar Oslo                                    | Skjeberg IF                                       | Brandval IL                                       |
| 1978 | IL Vestar Oslo                                    | Skogn IL Trondheim                                | Brandval IL                                       |
| 1979 | Skogn IL Trondheim                                | Skjeberg IF                                       | IL Vestar Oslo                                    |
| 1980 | Skogn IL Trondheim                                | Skjeberg IF                                       | IL Vestar Oslo                                    |
| 1981 | Sverresborg IF                                    | Skjeberg IF                                       | Skogn IL Trondheim                                |
| 1982 | Skjeberg IF                                       | IL Vestar Oslo                                    | Sverresborg IF                                    |
| 1983 | Sverresborg IF                                    | Bækkelagets SK Oslo                               | Skjeberg IF                                       |
| 1984 | Gjerpen IF Skien                                  | Skjeberg IF                                       | Bækkelagets SK Oslo                               |
| 1985 | Gjerpen IF Skien                                  | IL Vestar Oslo                                    | SK Freidig                                        |
| 1986 | Byåsen IL Trondheim                               | Sverresborg IF                                    | Gjerpen IF Skien                                  |
| 1987 | Byåsen IL Trondheim                               | Nordstrand IF                                     | KSH-73 Kapp                                       |
| 1988 | Nordstrand IF                                     | Gjerpen IF Skien                                  | Byåsen IL Trondheim                               |
| 1989 | Byåsen IL Trondheim                               | Nordstrand IF                                     | IL Vestar Oslo                                    |
| 1990 | Byåsen IL Trondheim                               | Sjetne IL                                         | Gjerpen IF Skien                                  |
| 1991 | Gjerpen IF Skien                                  | Byåsen IL Trondheim                               | IL Lunner                                         |
| 1992 | Bækkelagets SK Oslo                               | Gjerpen IF Skien                                  | Sjetne IL                                         |
| 1993 | Sjetne IL                                         | Gjerpen IF Skien                                  | Bækkelagets SK Oslo                               |
| 1994 | Bækkelagets SK Oslo                               | IL Lunner                                         | Larvik HK                                         |
| 1995 | Larvik HK                                         | Bækkelagets SK Oslo                               | Gjerpen IF Skien                                  |
| 1996 | Larvik HK                                         | Byåsen IL Trondheim                               | Bækkelagets SK Oslo                               |
| 1997 | Larvik HK                                         | Byåsen IL Trondheim                               | Bækkelagets SK Oslo                               |
| 1998 | Byåsen IL Trondheim                               | Bækkelagets SK Oslo                               | Larvik HK                                         |
| 1999 | Bækkelagets SK Oslo                               | Tertnes IL Bergen                                 | Byåsen IL Trondheim                               |
| 2000 | Larvik HK                                         | Bækkelagets SK Oslo                               | Nordstrand IF                                     |
| 2001 | Larvik HK                                         | Bækkelagets SK Oslo                               | Nordstrand IF                                     |
| 2002 | Larvik HK                                         | Nordstrand IF                                     | Tertnes IL Bergen                                 |
| 2003 | Larvik HK                                         | Nordstrand IF                                     | IK Våg Kristiansand                               |
| 2004 | Nordstrand IF                                     | Tertnes IL Bergen                                 | Larvik HK                                         |
| 2005 | Larvik HK                                         | Byåsen IL Trondheim                               | Tertnes IL Bergen                                 |
| 2006 | Larvik HK                                         | Byåsen IL Trondheim                               | Bækkelagets SK Oslo                               |
| 2007 | Larvik HK                                         | Byåsen IL Trondheim                               | Gjerpen IF Skien                                  |
| 2008 | Larvik HK                                         | Byåsen IL Trondheim                               | Stabæk IF                                         |
| 2009 | Larvik HK                                         | IK Våg Kristiansand                               | Byåsen IL Trondheim                               |
| 2010 | Larvik HK                                         | Byåsen IL Trondheim                               | Tertnes IL Bergen                                 |
| 2011 | Larvik HK                                         | Tertnes IL Bergen                                 | Byåsen IL Trondheim                               |
| 2012 | Larvik HK                                         | Byåsen IL Trondheim                               | Storhamar IL                                      |
| 2013 | Larvik HK                                         | Byåsen IL Trondheim                               | Tertnes IL Bergen                                 |
| 2014 | Larvik HK                                         | Byåsen IL Trondheim                               | Tertnes IL Bergen                                 |
| 2015 | Larvik HK                                         | Glassverket IF                                    | Byåsen IL Trondheim                               |
| 2016 | Larvik HK                                         | Glassverket IF                                    | Byåsen IL Trondheim                               |
| 2017 | Larvik HK                                         | IK Våg Kristiansand                               | Byåsen IL Trondheim                               |
| 2018 | IK Våg Kristiansand                               | Larvik HK                                         | Storhamar IL                                      |
| 2019 | IK Våg Kristiansand                               | Storhamar IL                                      | Tertnes IL Bergen                                 |
| 2020 | A koronavírus-járvány miatt nem avattak bajnokot. | A koronavírus-járvány miatt nem avattak bajnokot. | A koronavírus-járvány miatt nem avattak bajnokot. |
| 2021 | A koronavírus-járvány miatt nem avattak bajnokot. | A koronavírus-járvány miatt nem avattak bajnokot. | A koronavírus-járvány miatt nem avattak bajnokot. |
| 2022 | IK Våg Kristiansand                               | Storhamar IL                                      | Sola Håndball                                     |
| 2023 | IK Våg Kristiansand                               | Storhamar IL                                      | Sola Håndball                                     |
| 2024 | IK Våg Kristiansand                               | Storhamar IL                                      | Sola Håndball                                     |
| 2025 | Storhamar IL                                      | Tertnes IL Bergen                                 | Sola Håndball                                     |

## Lásd még
- Norvég férfi kézilabda-bajnokság (első osztály)